# Unión de Plazas de Toros Históricas

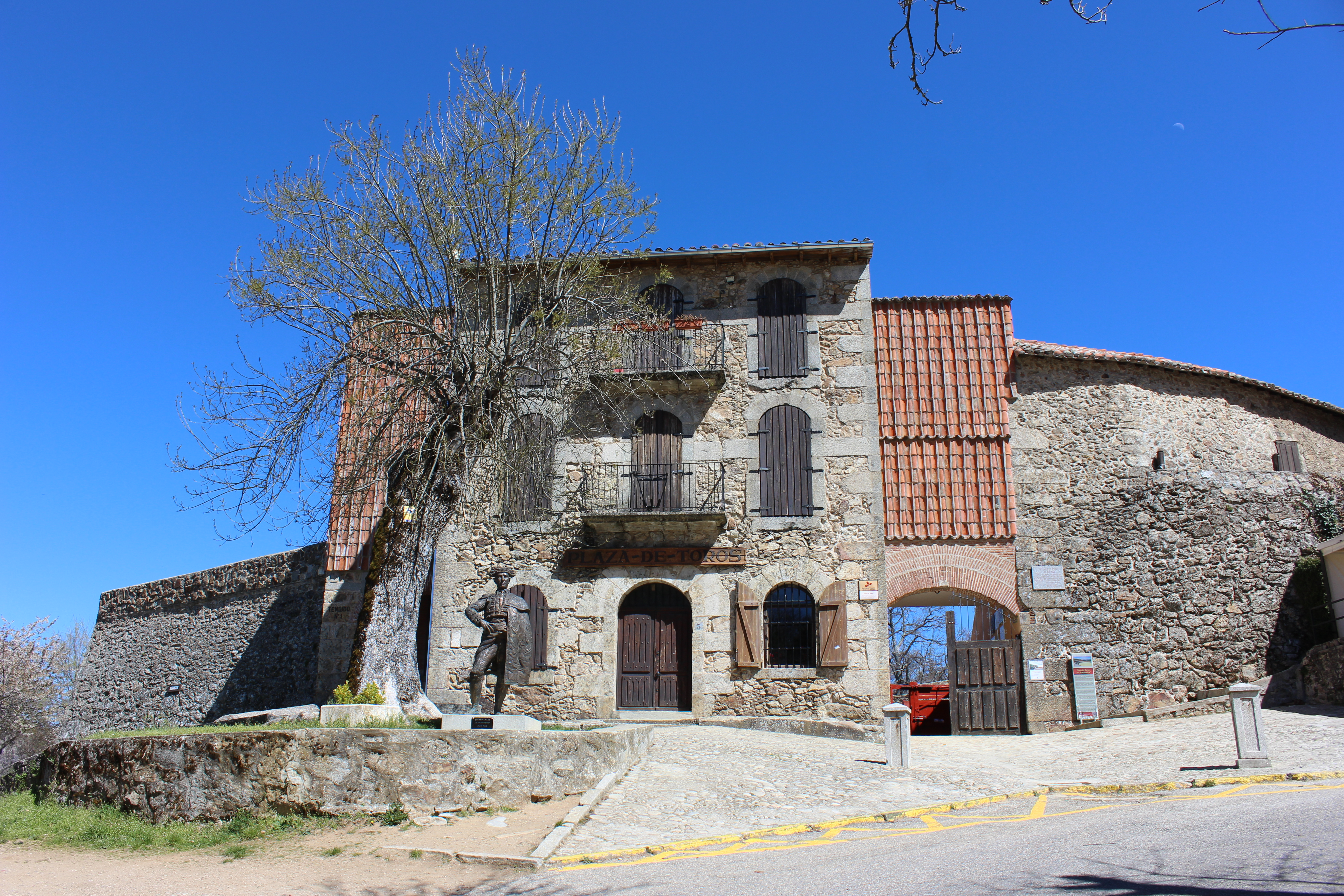
Plaza de Toros de Béjar (1711)

La Unión de Plazas de Toros Históricas (UPTH) es una asociación creada el 10 de marzo del 2000 a iniciativa de la Asociación Amigos de la Plaza de toros de Béjar, una asociación creada en 1999 con el fin de conservar y difundir la antigüedad de la plaza de toros bejarana; y de los alcaldes de las ciudades de las plazas de Almadén, Campofrío y Santa Cruz de Mudela en colaboración con la Real Federación Taurina de España con el fin de proteger y agrupar las plazas de toros construidos expresamente como coso taurino e inaugurados entre los siglos XVIII-XIX y que están catalogados Bien de Interés Cultural, Histórico o Turístico.

## Historia

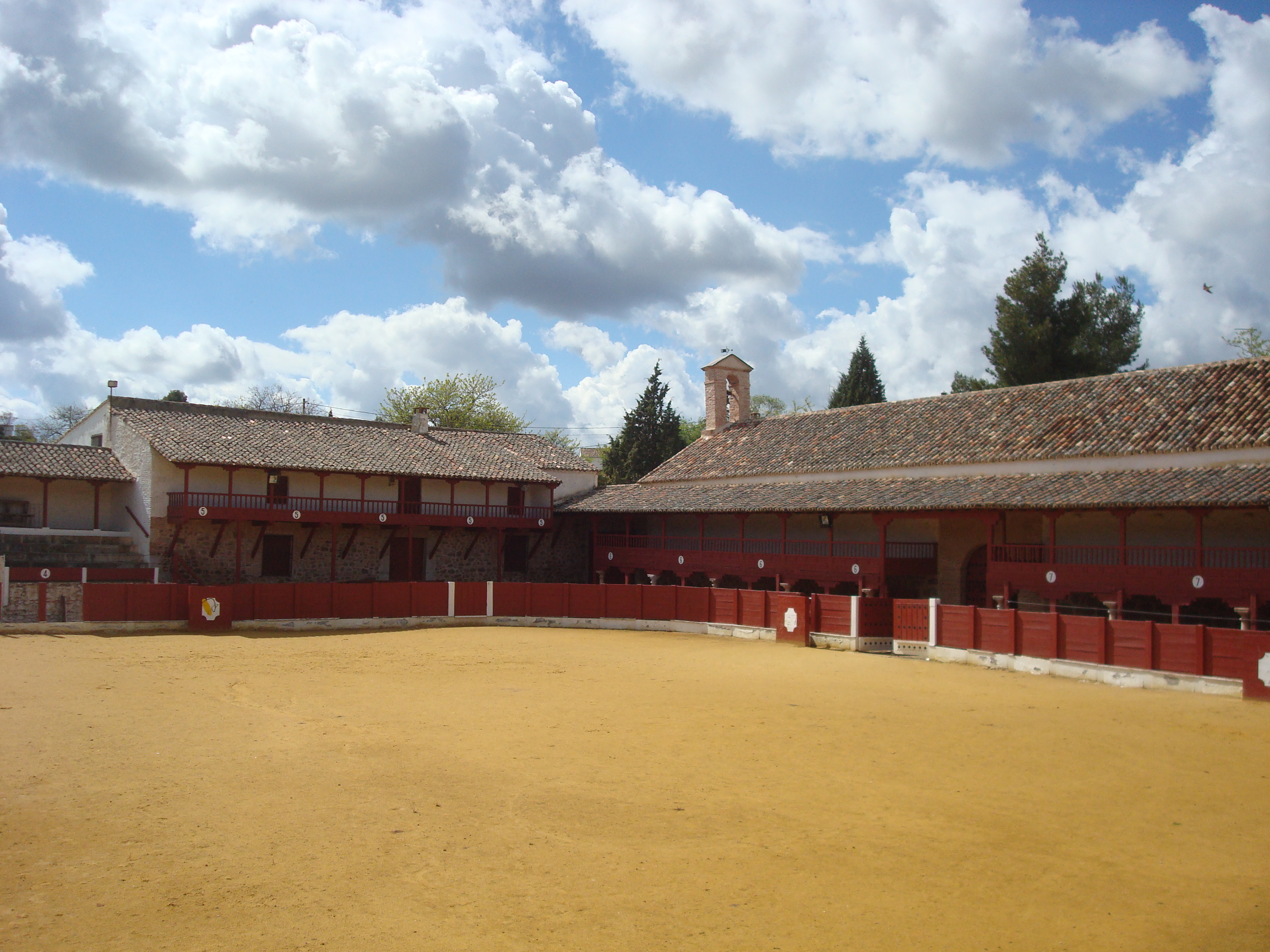
Santa Cruz de Mudela (1716)

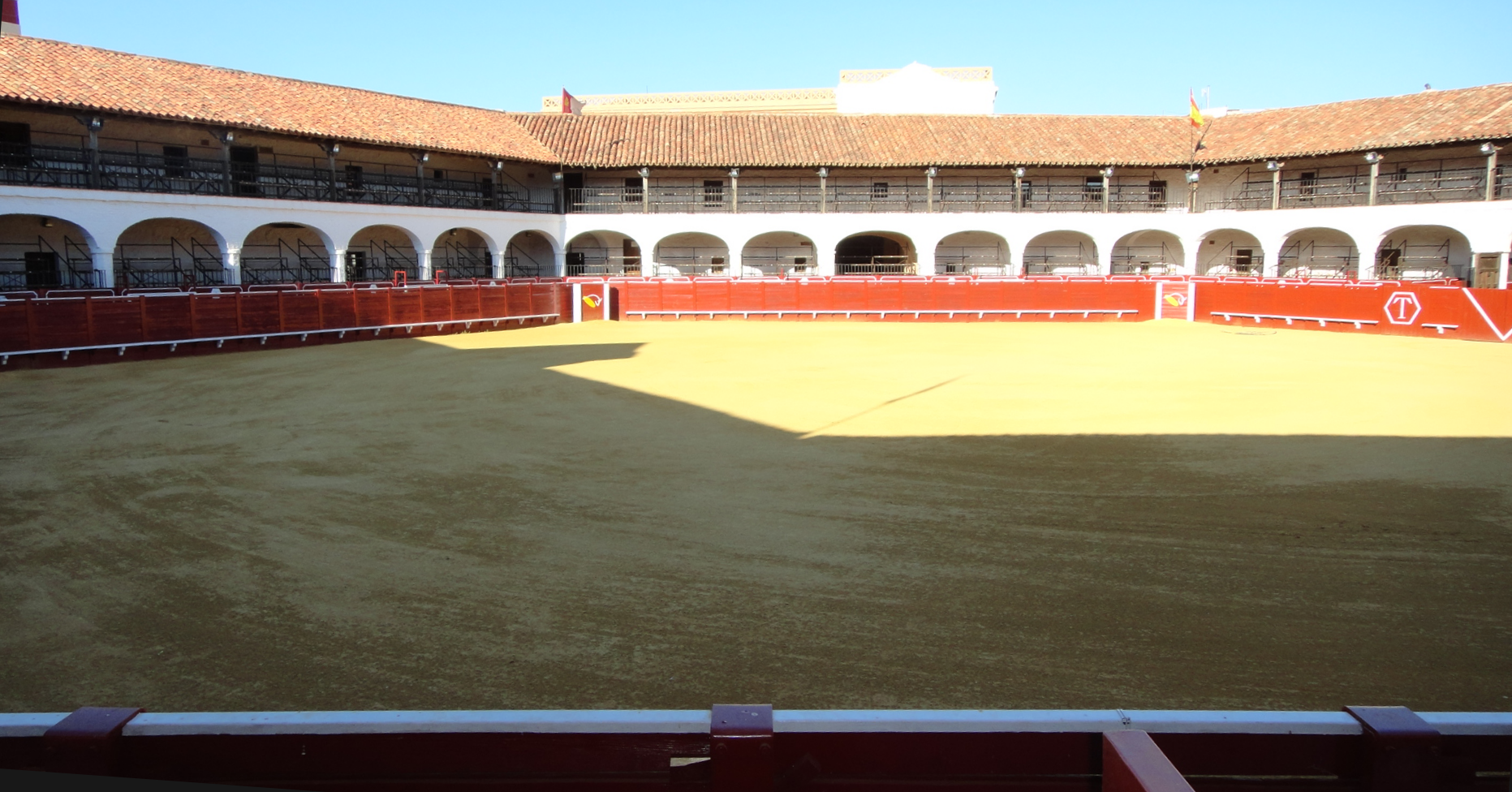
Almadén (1752-1755)

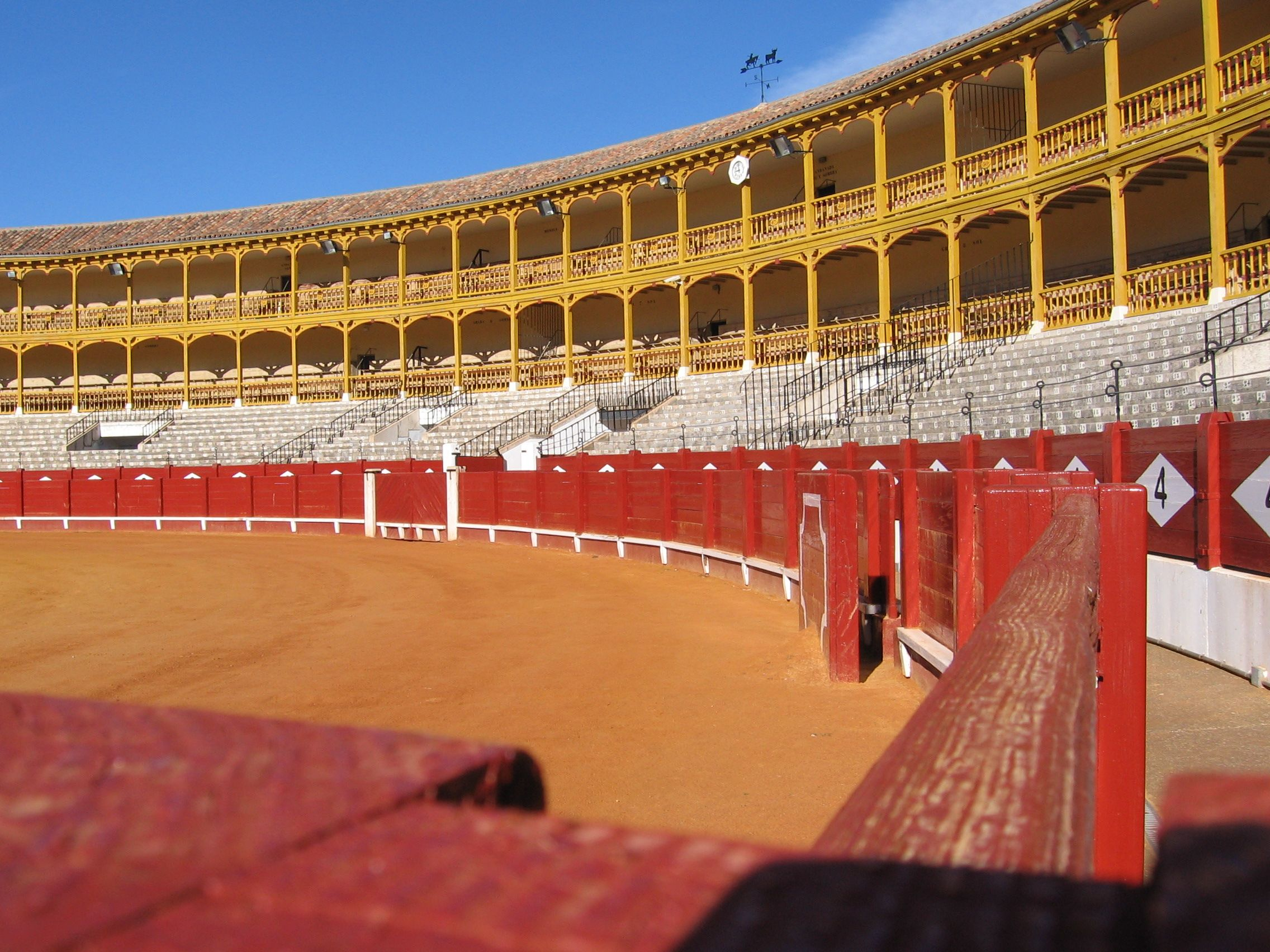
Aranjuez (1797)

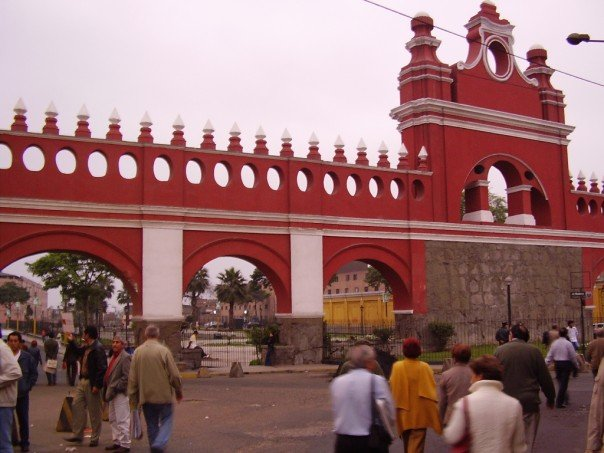
Acho, Perú (1765)

La idea de crear una asociación, la Unión de Plazas Históricas de España (UPTHE, nombre original hasta 2001), surgió a iniciativa de la Asociación Amigos de la Plaza de toros de Béjar (AAPTB) tras valorar la necesidad poner en valor de la antigüedad de la vieja plaza en su ámbito histórico y cultural, preservar el patrimonio histórico, así como el de su importancia de ser uno de los cosos más antiguos conservados en España.
La asociación fue presentada por la AAPTB al presidente de la Real Federación Taurina de España en un acto celebrado en Béjar el 10 de marzo del 2000, con la apuesta de incluir en el proyecto al resto de plazas de toros construidas antes del siglo XVIII . La idea fue trasmitida a los alcaldes de las ciudades de Béjar, Almadén, Santa Cruz de Mudela y Campofrío. El 13 de enero de 2001 se convocó la primera reunión en Béjar y en ella se establecieron las bases para la nueva asociación y la definición de plaza de toros histórica:

Plaza construida con anterioridad al año 1800; que sea autónoma, es decir que haya sido construida ex profeso para la función taurina; que actualmente está respondiendo a los fines para los que fue construida y que esté declarada Bien de Interés Turístico, Histórico, Cultural, etc., por el organismo competente.
José Álvarez de Monteserín Izquierdo.

En una segunda reunión realizada en la sede de la Real Federación Taurina de España en Madrid el 10 de marzo de 2001 se firmó el documento constitutivo de la Unión de Plazas Históricas por parte de los alcaldes de Béjar, Campofrío, Santa Cruz de Mudela, el primer Teniente de Alcalde de la localidad de Almadén y los presidentes de la Real Federación Taurina de España y de la Asociación de Amigos de la Plaza de Toros de Béjar. El ayuntamiento de Almadén adhirió la plaza de toros de Almadén el 5 de mayo de 2001. En una reunión posterior realizada el 3 de noviembre de 2001 se incorporó la plaza de toros de Tarazona de Aragón y la de Aranjuez. Los estatutos de la asociación se firmaron el 6 de abril de 2002, y fueron autorizados el 6 de septiembre de 2002 por la Secretaría General Técnica del Ministerio del Interior, la asociación quedó inscrita en el Registro Nacional de Asociaciones. En 2005 fue registrada como marca. En una modificación de los estatutos se aprobó incluir las plazas de toros que hubiesen sido inauguradas antes de 1850. Posteriormente se incorporó en 2006 la plaza de toros de Acho (Perú) motivo por el que la asociación hubo de modificar su nombre al definitivo en uso: Unión de Plazas de Toros Históricas.
Las plazas del Santuario de Nuestra Señora de las Nieves de Almagro, Azuaga (Zaragoza) y Rasines (Cantabria) se incorporan en 2009, la de Toro y Zalamea la Real (Huelva) se unieron el 21 de febrero de 2010.

## Plazas que están integradas en la Unión de Plazas Históricas
Las plazas históricas son:
- Plaza de toros de Béjar (1711)
- Plaza de toros de las Virtudes de Santa Cruz de Mudela, Ciudad Real (1716).[19]
- Plaza de toros de Campofrío, Huelva (1718).[19]
- Plaza de toros de Almadén, Ciudad Real (1752-1755).[19]
- Plaza de toros de Rasines, Cantabria (1758).[20][17]
- Plaza de toros del Santuario de Nuestra Señora de las Nieves de Almagro (1761).[21][22][23]
- Plaza de toros de Acho, Lima (1765).[19][24]
- Plaza de toros de Aranjuez (1797).[25]
- Plaza de toros vieja de Tarazona, Zaragoza (1790).[19][10]
- Plaza de toros de Azuaga, Badajoz (1843).[19][26]
- Plaza de toros de Valverde del Camino, Huelva (1828).
- Plaza de toros de Toro (1828).[27]
- Plaza de toros de Zalamea la Real, Huelva (1879).

Esta lista es actualizada periódicamente por un bot usando los contenidos de Wikidata, por lo que cualquier cambio manual se perderá.
| Elemento de Wikidata | Nombre                            | Ubicación            | Fundación       | Coordenadas                                                   | Imagen |
| -------------------- | --------------------------------- | -------------------- | --------------- | ------------------------------------------------------------- | ------ |
| Q2744878             | Plaza de toros de Acho            | Rímac                | 1766-01-30      | 12°02′29″S 77°01′24″O / -12.0414, -77.0233                    |        |
| Q32035015            | plaza de toros de Almadén         | Almadén              | 1754 1986-08-15 | 38°46′30″N 4°49′47″O / 38.775102777778, -4.8296444444444      |        |
| Q24023862            | plaza de toros de Almagro         | Almagro              | 1761 1845-08-24 | 38°53′38″N 3°42′24″O / 38.89381, -3.70668                     |        |
| Q6080120             | plaza de toros de Aranjuez        | Aranjuez             | 1797-05-14      | 40°01′41″N 3°36′13″O / 40.02796389, -3.60360833               |        |
| Q101654444           | plaza de toros de Azuaga          | Azuaga               | 1892            | 38°15′14″N 5°40′57″O / 38.25394444444444, -5.682555555555556  |        |
| Q5548558             | plaza de toros de Béjar           | Béjar                | 1711            | 40°22′44″N 5°45′43″O / 40.378763888889, -5.7618888888889      |        |
| Q16999128            | plaza de toros de Campofrío       | Campofrío            | 1718            | 37°46′00″N 6°34′45″O / 37.7667464133151, -6.57909372135609    |        |
| Q28501639            | plaza de toros de Las Virtudes    | Santa Cruz de Mudela | 1650 1722       | 38°35′00″N 3°26′11″O / 38.583391666667, -3.4364583333333      |        |
| Q44091966            | plaza de toros de Rasines         | Rasines              | 1758            | 43°17′33″N 3°26′02″O / 43.29238888888889, -3.4339166666666667 |        |
| Q6080122             | plaza de toros de Toro            | Toro                 | 1828            | 41°31′22″N 5°23′19″O / 41.52266111, -5.38853889               |        |
| Q97628529            | plaza de toros de Zalamea la Real | Zalamea la Real      | 1879            | 37°40′55″N 6°39′33″O / 37.68183333333333, -6.659027777777778  |        |
| Q24943983            | plaza de toros vieja de Tarazona  | Tarazona             | 1790            | 41°54′11″N 1°43′37″O / 41.903119444444, -1.726975             |        |